# Merlito Sabillo
Merlito Sabillo (ur. 19 stycznia 1984 w Toboso) – filipiński bokser, były mistrz świata organizacji WBO w kategorii słomkowej (do 105 funtów).
Zawodową karierę rozpoczął w 2008 roku. 9 marca 2013 roku, w swojej dwudziestej drugiej walce, zdobył tytuł tymczasowego mistrza świata organizacji WBO w kategorii słomkowej, pokonując przez techniczny nokaut w ósmej rundzie Luisa De la Rosę. Następnie Filipińczykowi przyznano tytuł pełnoprawnego mistrza świata. W pierwszej obronie tego tytułu Sabillo pokonał przez techniczny nokaut w dziewiątej rundzie Jorle Estradę. 30 listopada 2013 roku w kolejnej walce w obronie swojego tytułu zmierzył się z niepokonanym wcześniej Carlosem Buitrago. Walka zakończyła się remisem, a sędziowie punktowali w stosunku 115–113 dla Buitrago, 115–113 dla Sabillo i 114–114. Z uwagi na remis Sabillo zachował pas mistrzowski.
Tytuł mistrzowski stracił w swojej trzeciej walce, przegrywając przez techniczny nokaut w dziesiątej rundzie z Meksykaninem Francisco Rodriguezem Jr. Była to jego pierwsza porażka w karierze. 15 listopada tego samego roku doznał drugiej porażki z rzędu, przegrywając przez techniczny nokaut w czwartej rundzie z Farisem Nenggo.